# Mochowo
Mochowo è un comune rurale polacco del distretto di Sierpc, nel voivodato della Masovia.
Ricopre una superficie di 143,57 km² e nel 2004 contava 6 309 abitanti.